# Moriac
Moriac is een plaats in de Australische deelstaat Victoria en telt 476 inwoners (2006).